# Basketball-Bundesliga 1995/96
Die Basketball-Bundesliga-Saison 1995/96 war die 30. Spielzeit der höchsten deutschen Spielklasse im Basketball der Männer. Die reguläre Saison begann am 15. September 1995 und endete am 10. März 1996.

## Saisonnotizen
- Meister der Saison 1995/96 wurde der TSV Bayer 04 Leverkusen.
- Pokalsieger der Saison 1995/96 wurde SSV ratiopharm Ulm 1846.
- Das BBL All-Star Game 1995 fand in der Europahalle in Karlsruhe statt. Sieger wurde mit 109:93 der Norden. MVP wurde Teoman Alibegović (Alba Berlin).
- Ab dieser Saison spielten die Mannschaften nicht mehr in zwei Spielgruppen (Nord und Süd), sondern zusammen in einer Liga. Die Liga wurde um zwei Mannschaften auf 14 Mannschaften aufgestockt. Neben den sportlich qualifizierten Teams aus der letzten Saison kehrt die SG FT/MTV Braunschweig in die Liga zurück sowie als Neulinge TuS Herten, TV Rhöndorf und die TG Landshut. Der sportlich qualifizierte TuS Lichterfelde hatte auf eine Teilnahme in der ersten Liga verzichtet. Ebenfalls nahm die SG Bramsche/Osnabrück nicht mehr am Spielbetrieb der ersten Liga teil.

## Endstände

### Hauptrunde
| #  | Mannschaft                     | Siege | Nieder- lagen | Punkte | Körbe     |
| -- | ------------------------------ | ----- | ------------- | ------ | --------- |
| 1  | TSV Bayer 04 Leverkusen (M, P) | 24    | 2             | 48:40  | 2294:1978 |
| 2  | Alba Berlin                    | 19    | 7             | 38:14  | 2391:2095 |
| 3  | Steiner Bayreuth               | 19    | 7             | 38:14  | 2166:2043 |
| 4  | TTL uniVersa Bamberg           | 19    | 7             | 38:14  | 2293:2036 |
| 5  | SSV ratiopharm Ulm 1846        | 18    | 8             | 36:16  | 2309:2222 |
| 6  | Brandt Hagen                   | 17    | 9             | 34:18  | 2168:1968 |
| 7  | MTV 1846 Gießen                | 14    | 12            | 28:24  | 2066:2089 |
| 8  | SV Tally Oberelchingen         | 11    | 15            | 22:30  | 2049:2086 |
| 9  | TV Germania Trier              | 11    | 15            | 22:30  | 2053:2166 |
| 10 | Basketball im TuS Herten 1925  | 8     | 18            | 16:36  | 2099:2327 |
| 11 | Rhöndorfer TV 1912 (N)         | 8     | 18            | 16:36  | 2044:2233 |
| 12 | BG Ludwigsburg                 | 6     | 20            | 12:40  | 1953:2176 |
| 13 | SG FT/MTV Braunschweig         | 4     | 22            | 08:44  | 1935:2173 |
| 14 | TG Landshut (N)                | 4     | 22            | 08:44  | 2060:2288 |

| (M) Meister der Vorsaison____        | (N) Neuling (Aufsteiger)____ | (P) Pokalsieger der Vorsaison |
| Fett Für Finalrunde qualifiziert____ |  Relegations-Plätze          |                               |

### Relegationsrunde
Teilnehmer aus der 2. Basketball-Bundesliga:
| Gruppe Nord              | Gruppe Süd         |
| ------------------------ | ------------------ |
| TuS Lichterfelde         | TV 1860 Lich       |
| Telekom Baskets Bonn     | TSV Speyer         |
| BC Oldenburg-Westerstede | USC Heidelberg     |
| forbo Paderborn          | DJK Würzburg       |
| BG 74 Göttingen          | USC Freiburg       |
| BCJ Hamburg              | TSV Breitengüßbach |

| # | Mannschaft           | Punkte | Körbe   |
| - | -------------------- | ------ | ------- |
| 1 | Telekom Baskets Bonn | 18:2   | 869:727 |
| 2 | SG Braunschweig      | 12:8   | 846:771 |
| 3 | TG Landshut          | 12:8   | 806:785 |
| 4 | TuS Lichterfelde     | 12:8   | 795:809 |
| 5 | TSV Speyer           | 4:16   | 784:862 |
| 6 | TV Lich              | 2:18   | 699:845 |

| # | Mannschaft      | Punkte | Körbe   |
| - | --------------- | ------ | ------- |
| 1 | TV Rhöndorf     | 16:4   | 898:739 |
| 2 | BG Ludwigsburg  | 12:8   | 873:789 |
| 3 | DJK Würzburg    | 10:10  | 923:887 |
| 4 | BC Oldenburg    | 10:10  | 835:873 |
| 5 | USC Heidelberg  | 8:12   | 793:913 |
| 6 | Forbo Paderborn | 4:16   | 827:948 |

| # | Mannschaft         | Punkte | Körbe   |
| - | ------------------ | ------ | ------- |
| 1 | TVG Trier          | 16:4   | 861:737 |
| 2 | TuS Herten         | 16:4   | 881:804 |
| 3 | BG Göttingen       | 12:8   | 844:825 |
| 4 | USC Freiburg       | 8:12   | 831:879 |
| 5 | BCJ Hamburg        | 6:14   | 803:851 |
| 6 | TSV Breitengüßbach | 2:18   | 739:863 |

Fett Auf-/Absteiger
_____ Erstligaplätze
_____ Zweitligaplätze

### Finalrunde
| Viertelfinale | Viertelfinale           | Viertelfinale        |   |                         | Halbfinale | Halbfinale | Halbfinale |  |  | Finale | Finale | Finale |
|               |                         |                      |   |                         |            |            |            |  |  |        |        |        |
| 1             | TSV Bayer 04 Leverkusen | 4                    |   |                         |            |            |            |  |  |        |        |        |
| 8             | SV Tally Oberelchingen  | 0                    |   |                         |            |            |            |  |  |        |        |        |
| 8             | SV Tally Oberelchingen  | 0                    |   | TSV Bayer 04 Leverkusen | 3          |            |            |  |  |        |        |        |
|               |                         |                      |   | TSV Bayer 04 Leverkusen | 3          |            |            |  |  |        |        |        |
|               |                         | TTL uniVersa Bamberg | 0 |                         |            |            |            |  |  |        |        |        |
| 4             | TTL uniVersa Bamberg    | TTL uniVersa Bamberg | 0 | 4                       |            |            |            |  |  |        |        |        |
| 4             | TTL uniVersa Bamberg    |                      |   |                         |            |            |            |  |  |        |        |        |
| 5             | SSV ratiopharm Ulm 1846 | 0                    |   |                         |            |            |            |  |  |        |        |        |
| 5             | SSV ratiopharm Ulm 1846 | 0                    |   | TSV Bayer 04 Leverkusen | 3          |            |            |  |  |        |        |        |
|               |                         |                      |   | TSV Bayer 04 Leverkusen | 3          |            |            |  |  |        |        |        |
|               |                         | Alba Berlin          | 1 |                         |            |            |            |  |  |        |        |        |
| 2             | Alba Berlin             | Alba Berlin          | 1 | 4                       |            |            |            |  |  |        |        |        |
| 2             | Alba Berlin             |                      |   |                         |            |            |            |  |  |        |        |        |
| 7             | MTV 1846 Gießen         | 3                    |   |                         |            |            |            |  |  |        |        |        |
| 7             | MTV 1846 Gießen         | 3                    |   | Alba Berlin             | 3          |            |            |  |  |        |        |        |
|               |                         |                      |   | Alba Berlin             | 3          |            |            |  |  |        |        |        |
|               |                         | Steiner Bayreuth     | 1 |                         |            |            |            |  |  |        |        |        |
| 3             | Steiner Bayreuth        | Steiner Bayreuth     | 1 | 4                       |            |            |            |  |  |        |        |        |
| 3             | Steiner Bayreuth        |                      |   |                         |            |            |            |  |  |        |        |        |
| 6             | Brandt Hagen            | 3                    |   |                         |            |            |            |  |  |        |        |        |

## Meistermannschaft
| Spieler | Spieler            | Spieler           | Spieler    | Spieler | Spieler | Spieler              |
| Nr.     | Nat.               | Name              | Geburt     | Größe   | Info    | Letzter Verein       |
| ------- | ------------------ | ----------------- | ---------- | ------- | ------- | -------------------- |
|         |                    | Guards (PG, SG)   |            |         |         |                      |
| 6       | /                  | Chris Corchiani   | 28.03.1968 | 183     |         | Efes Pilsen Istanbul |
| 7       | /                  | Heimo Förster     | 12.12.1964 | 190     |         |                      |
| 8       | Deutschland        | Denis Wucherer    | 07.05.1973 | 196     | A-Nat   |                      |
| 13      | Deutschland        | Michael Koch      | 13.01.1966 | 190     | A-Nat   |                      |
|         |                    | Forwards (SF, PF) |            |         |         |                      |
| 4       | Vereinigte Staaten | Tony Dawson       | 25.08.1967 | 201     |         | Boston Celtics       |
| 5       | Deutschland        | Dragan Karanović  | 26.07.1978 | 194     |         |                      |
| 12      | Deutschland        | Henning Harnisch  | 15.04.1968 | 202     | A-Nat   |                      |
|         |                    | Center (C)        |            |         |         |                      |
| 9       | Deutschland        | Christian Welp    | 02.01.1964 | 212     | A-Nat   |                      |
| 10      | Deutschland        | Sascha Hupmann    | 21.04.1970 | 216     | A-Nat   |                      |
| 11      | Deutschland        | Hansi Gnad        | 04.06.1963 | 208     | A-Nat   | Brandt Hagen         |

| Trainer     | Trainer        | Trainer          |
| Nat.        | Name           | Position         |
| ----------- | -------------- | ---------------- |
| Deutschland | Dirk Bauermann | Cheftrainer      |
| Deutschland | Achim Kuczmann | Trainerassistent |
| Deutschland | Otto Reintjes  | Manager          |

| Legende      | Legende                     |
| Abk.         | Bedeutung                   |
| ------------ | --------------------------- |
| (C)          | Mannschaftskapitän          |
| A-Nat        | akt. Herren-Nationalspieler |
| Quellen      |                             |
| Ligahomepage |                             |

| Legende      | Legende                     |
| Abk.         | Bedeutung                   |
| ------------ | --------------------------- |
| (C)          | Mannschaftskapitän          |
| A-Nat        | akt. Herren-Nationalspieler |
| Quellen      |                             |
| Ligahomepage |                             |

## Führende der Spielerstatistiken
| Kategorie        | Spieler     | Team                    | Wert |
| ---------------- | ----------- | ----------------------- | ---- |
| Punkte pro Spiel | Tony Dawson | TSV Bayer 04 Leverkusen | 28,9 |

## Ehrungen
| Auszeichnung       | Name              | Verein      |
| ------------------ | ----------------- | ----------- |
| All-Star Game MVP  | Teoman Alibegović | Alba Berlin |
| Spieler des Jahres | Henrik Rödl       | Alba Berlin |